# Anisodes metriopepla
Anisodes metriopepla är en fjärilsart som beskrevs av Louis Beethoven Prout 1936. Anisodes metriopepla ingår i släktet Anisodes och familjen mätare. Inga underarter finns listade i Catalogue of Life.